# Stuart Little 2
Série Stuart Little
Stuart Little (film)
(1999) Stuart Little 3
(2005)
Pour plus de détails, voir Fiche technique et Distribution.
Stuart Little 2 ou Petit Stuart 2 au Québec est un film américain réalisé par Rob Minkoff, sorti en 2002. C'est la suite du film Stuart Little sorti en 1999. Il a été suivi par Stuart Little 3 en 2005.
Le film débute alors que Stuart est seul car son frère George préfère jouer avec ses propres amis. Mais il sauve la vie d'une jeune oiselle, Margalo, et une amitié commence, quand, soudainement, celle-ci disparaît. Stuart part à sa recherche accompagné de son chat Snowbell. Ils découvrent alors que Margalo est sous l'influence d'un dangereux faucon, qui l'entraîne à commettre des vols.
Le film est un échec commercial, rapportant 170 millions de dollars au box-office mondial pour un budget de 120 millions de dollars, mais obtient en revanche des critiques positives.

## Synopsis
Trois ans après avoir été adopté et avoir déjoué les plans du chat Smokey, Stuart Little mène une vie de famille paisible avec ses parents adoptifs, son frère aîné George et sa petite sœur Martha, qui n'a pas encore prononcé son premier mot. Stuart commence toutefois à ressentir la surprotection d’Eleanor en raison de sa petite taille et se sent seul lorsque George préfère jouer avec son ami Will. En jouant, Stuart endommage accidentellement l'avion télécommandé de George, qui, furieux, le jette à la poubelle. Son père adoptif, Frederick, l’encourage à voir le bon côté des choses et à se faire un nouvel ami.
Un jour, alors qu’il rentre de l’école dans sa voiture miniature, Stuart fait la rencontre de Margalo, une canarie qui tombe dans son véhicule. Elle affirme s’être blessée à l’aile en fuyant un redoutable faucon. Stuart décide alors de l’emmener chez lui pour qu’elle se rétablisse. Cependant, Margalo est en réalité en parfaite santé et travaille pour le Faucon en volant des objets précieux dans les foyers. Peu à peu, elle s’attache à Stuart et aux Little, et commence à éprouver des remords. Le Faucon, furieux de son hésitation, la menace de s’en prendre à Stuart si elle ne suit pas le plan. 
Margalo finit par voler la bague d’Eleanor, ce qui pousse Stuart à explorer l’évier de la cuisine dans l’espoir de la retrouver. Coincé dans les canalisations, il est sauvé in extremis par Margalo qui, effrayée par le danger qu’elle représente pour lui, décide de s’enfuir le lendemain matin. Convaincu qu’elle a été enlevée par le Faucon, Stuart se lance à sa recherche avec l’aide de Snowbell, le chat de la famille. Il convainc George de couvrir son absence en inventant des mensonges farfelus pour tromper Eleanor.
Stuart et Snowbell interrogent Monty, un ancien complice de Smokey, qui leur révèle que le Faucon vit au sommet du Pishkin Building et qu’il est extrêmement dangereux. Stuart s’y rend en ballon, mais découvre que Margalo collaborait volontairement avec le Faucon. Celui-ci la capture et tente de se débarrasser de Stuart en le jetant dans le vide, mais ce dernier atterrit dans un camion-poubelle avant d’être transporté sur une barge à ordures. D’abord découragé, il se souvient de son propre courage lorsqu’il a sauvé Snowbell de Smokey et trouve un nouvel espoir en retrouvant l’avion télécommandé de George, qu'il répare pour s’envoler vers la ville. Pendant ce temps, George, réprimandé par ses parents pour ses mensonges, finit par leur révéler la vérité, ce qui pousse les Little à partir à la recherche de Stuart.
Pendant ce temps, Snowbell grimpe au sommet du Pishkin Building et parvient à libérer Margalo, mais se retrouve piégé à sa place. Margalo refuse d’obéir au Faucon et s’envole avec la bague d’Eleanor, poursuivi par le rapace. Stuart arrive à temps avec son avion, et une course-poursuite s’engage dans les rues de Manhattan, tandis que les Little les suivent de près. Finalement, Stuart utilise la bague pour éblouir le Faucon, avant de sauter de l’avion et de le laisser s’écraser sur son ennemi. Le Faucon chute dans une poubelle, où il est vraisemblablement dévoré par Monty.
Avec le danger écarté, Frederick et Eleanor félicitent Stuart et George pour leur bravoure et leur pardonnent leurs écarts. Plus tard, Margalo réalise son rêve et s’envole vers le sud pour l’hiver, promettant de revenir au printemps. Au moment de son départ, Martha surprend tout le monde en prononçant ses premiers mots pour lui dire au revoir.

## Fiche technique
- Titre original et français : Stuart Little 2
- Titre québécois : Petit Stuart 2
- Réalisation : Rob Minkoff
- Scénario : Douglas Wick et Bruce Joel Rubin, d'après l'oeuvre de E. B. White
- Musique : Alan Silvestri
- Direction artistique : Shepherd Frankel
- Décors : Bill Brzeski et Lisa K. Sessions
- Costumes : Mona May
- Photographie : Steven B. Poster
- Son : Bill W. Benton, Jeffrey J. Haboush
- Montage : Priscilla Nedd-Friendly
- Superviseur des effets visuels : John Dykstra
- Production : Douglas Wick et Lucy Fisher
  - Production associée : Michelle Murdocca et Rachel Shane
  - Production déléguée : Jeff Franklin, Rob Minkoff, Jason Clark, Gail Lyon et Steve Waterman

- Société de production[1] : Columbia Pictures, Red Wagon Entertainment et Franklin/Waterman Productions
- Sociétés de distribution[1] : Sony Pictures Releasing (États-Unis), Columbia Pictures (International)
- Budget : 120 000 000 $ (estimation)[2]
- Pays d'origine :  États-Unis
- Langue originale : anglais
- Format[3] : couleur - 35 mm - 1,85:1 - son DTS | Dolby Digital | SDDS
- Genre : comédie, animation, aventure
- Durée : 76 minutes
- Dates de sortie[4] :
  - États-Unis, Canada : 19 juillet 2002
  - Belgique : 24 juillet 2002
  - France : 16 octobre 2002
  - Norvège : 18 août 2002 (Festival international du film norvégien de Haugesund)
- Classification[5] :
  -  États-Unis : Certaines scènes peuvent heurter les enfants - Accord parental souhaitable (PG - Parental Guidance Suggested).
  -  France : Tous publics (visa d'exploitation no 104246 délivré le 20 septembre 2002)[6] (Conseillé à partir de 8 ans)[7].
  - Canada : G

## Distribution

### Acteurs
- Hugh Laurie (VF : Érik Colin ; VQ : Jean-Luc Montminy) : Frederick Little
- Geena Davis (VF : Annie Le Youdec ; VQ : Claudie Verdant) : Eleanor Little
- Jonathan Lipnicki (VF : Maxime Nivet ; VQ : Xavier Dolan) : George Little
- Anna et Ashley Hoelck : Martha Little
- Marc John Jefferies (VF : Gwenaël Sommier) : Will Powell
- Jim Doughan (VF : Pascal Casanova) : l'entraîneur
- Brad Garrett (VF : Patrick Béthune) : le plombier
- Amelia Marshall : Rita Powell, la mère de Will
- Ronobir Lahiri : le chauffeur de taxi
- Maria Bamford : l’enseignante
- Angelo Massagli : Wallace
- Conan McCarty : l'arbitre

### Voix
- Michael J. Fox (VF : Antoine de Caunes ; VQ : Daniel Lesourd) : Stuart Little
- Nathan Lane (VF : Bernard Alane ; VQ : François L'Écuyer) : Snowbell
- Melanie Griffith (VF : Lorie Pester ; VQ : Violette Chauveau) : Margalo
- James Woods (VF : Richard Darbois ; VQ : Jacques Lavallée) : Faucon
- Steve Zahn (VF : Stéphane Ronchewski ; VQ : François Godin) : Monty
- Version Française : Covitec

## Production

### Tournage
Le tournage a eu lieu du 5 mars à juin 2001 à Culver City, Los Angeles, New York et Pasadena. Le film a été tourné avant les attentats du 11 septembre, avec des plans montrant la ville de New-York, et plus précisément Manhattan, qui sont exempts des tours jumelles du World Trade Center. Celles-ci ont été retirées de manière numérique avant la sortie du film, comme pour d’autres films sortis cette année-là.

## Bande originale
| 1.    | I'm Alive (Celine Dion)                                              | 3:28 |
| 2.    | Put a Little Love in Your Heart (Mary Mary)                          | 3:09 |
| 3.    | Top of the World (Mandy Moore)                                       | 3:22 |
| 4.    | Another Small Adventure (Chantal Kreviazuk featuring Drew Barrymore) | 2:57 |
| 5.    | One (Nathan Lane)                                                    | 2:18 |
| 6.    | What I Like About You (The Romantics)                                | 2:56 |
| 7.    | Hold on to the Good Things (Shawn Colvin)                            | 3:30 |
| 8.    | Count on Me (Billy Gilman)                                           | 3:42 |
| 9.    | Smile (Vitamin C)                                                    | 3:58 |
| 10.   | Alone Again (Naturally) (Gilbert O'Sullivan)                         | 3:38 |
| 11.   | Born to Be Wild (Steppenwolf)                                        | 3:30 |
| 12.   | Little Angel of Mine (No Secrets)                                    | 3:47 |
| 13.   | Falcon Finito (Alan Silvestri)                                       | 6:51 |
| 14.   | Silver Lining (Alan Silvestri)                                       | 4:21 |
| 51:27 |                                                                      |      |

## Accueil

### Accueil critique
Sur Rotten Tomatoes, le film a une cote d'approbation de 81 % sur la base de 124 critiques, avec un score moyen de 6,90/10. Le consensus critique se lit comme suit : "Stuart Little 2 est une suite douce et visuellement impressionnante qui offre un divertissement sain pour les enfants"." Sur Metacritic, le film a un score moyen pondéré de 66 sur 100 basé sur 29 critiques, indiquant des "critiques généralement favorables". Le public interrogé par CinemaScore a donné au film une note moyenne de "A" sur une échelle de A+ à F.
Ann Hornaday a écrit une critique positive dans le Washington Post, notant comment le cadre idéalisé du film le rend familial. Hornaday a fait l'éloge des performances vocales de Fox, Griffith et Woods dans leurs rôles de Stuart, Margalo et Falcon, respectivement, ainsi que de l'animation informatique des personnages : "Les personnages animés s'engagent dans de tels mouvements naturels et, plus important encore, dégagent une expression émotionnelle si subtile qu'ils s'intègrent parfaitement à leurs homologues en direct." Tom Shen du Chicago Reader, a décrit le film comme "assez stéréotypé", mais a fait l'éloge de ses blagues comme "hilarantes", en particulier celles provenant du personnage de Snowbell, le chat des Littles.
En France, sur le site Allociné, la note moyenne du film pour les 15 critiques de presse française recensées est de 3,5 sur 5, et la note moyenne des critiques du public est de 2,0 sur 5.

### Box-office
Le film a réalisé un chiffre d'offre de 15,1 millions de dollars le week-end d'ouverture, se classant à la deuxième place, juste derrière Les Sentiers de la perdition. Le total national était de 65 millions de dollars et le total mondial de 170 millions de dollars contre un budget de production estimé à 120 millions de dollars, soit moins que son prédécesseur.
- Recettes mondiales : 170 000 000 $[2]
- Recettes USA : 65 956 806$[2]
- Nombre d'entrées en France : 1 863 927[9]

## Distinctions
En 2003, Stuart Little 2 a été sélectionné 5 fois dans diverses catégories et a remporté 1 récompense.

### Récompenses
- Société des effets visuels 2003 : Prix VES de la meilleure animation de personnage dans un long métrage d'animation décerné à Tony Bancroft, David Schaub, Eric Armstrong et Sean Mullen.

### Nominations
- Prix de la bande-annonce dorée 2003 : Meilleure animation / famille pour Aspect Ratio.
- Prix des jeunes artistes 2003 : Meilleur film fantastique.
- Récompenses des arts du cinéma et de la télévision de la British Academy 2003 : Meilleur film pour enfants pour Douglas Wick, Lucy Fisher, Rob Minkoff, Bruce Joel Rubin.
- Société des effets visuels 2003 : Meilleure photographie d'effets visuels dans un film pour Anna Foerster, Earl Wiggins, Mark Vargo et Tom Houghton.

## Autour du film

### Jeux
Un jeu vidéo est sorti en octobre 2002 sur PC, PlayStation et sur Game Boy Advance. La moyenne des critiques ont été, de 59/100 pour la version GBA et de 62/100 pour la version PSX.